# Propionaldehyde
Propionaldehyde hoặc propanal là hợp chất hữu cơ có công thức là CH3CH2CHO. Nó là một aldehyde có ba nguyên tử carbon. Nó là một chất lỏng không màu, dễ cháy, có mùi trái cây nhẹ. Nó được sản xuất công nghiệp trên quy mô lớn.

## Sản xuất

### Công nghiệp
Propionaldehyde sản xuất công nghiệp bằng cách hydroformyl hóa ethylen:
CO + H2 + C2H4 → CH3CH2CHO
Bằng cách sản xuất này, vài trăm nghìn tấn propionaldehyde được sản xuất hàng năm.

### Trong phòng thí nghiệm
Propionaldehyde cũng có thể được điều chế bằng cách oxy hóa 1-propanol với hỗn hợp acid sulfuric và kali dichromat ở nhiệt độ cao (khoảng 60 °C), tạo ra propionaldehyde. Cần làm ngưng tụ propionaldehyde ngay lập tức, nếu không thì propionaldehyde sẽ bị oxy hóa thành acid propionic.

## Sử dụng
Nó chủ yếu được sử dụng làm tiền chất của trimethylolethan (CH3C(CH2OH)3) thông qua phản ứng trùng ngưng với formaldehyde. Đây là một chất trung gian quan trọng trong việc sản xuất nhựa alkyd. Nó được sử dụng trong quá trình tổng hợp một số hợp chất thơm phổ biến (cyclamen aldehyde, helional, lilial). Các ứng dụng khác bao gồm khử rượu propanol và oxy hóa propanol thành acid propionic.

### Sử dụng phòng thí nghiệm
Propionaldehyde là thuốc thử quan trọng, là chất trung gian quan trọng trong việc điều chế các hợp chất khác. Với tert-butylamine, nó tạo ra CH3CH2CH=N-t-Bu, được sử dụng trong tổng hợp hữu cơ.

## Sự xuất hiện ngoài Trái đất
Propionaldehyde cùng với acrolein đã được phát hiện trong đám mây phân tử Sagittarius B2 gần trung tâm Dải Ngân hà, cách Trái đất khoảng 26.000 năm ánh sáng. Có 16 sáu hợp chất hữu cơ được tìm thấy, ví dụ như: acetamit, aceton, methyl isocyanat và propionaldehyde.

## An toàn
Với LD50 là 1690 mg/kg (uống), propionaldehyde có độc tính thấp.